# Wielki Tydzień

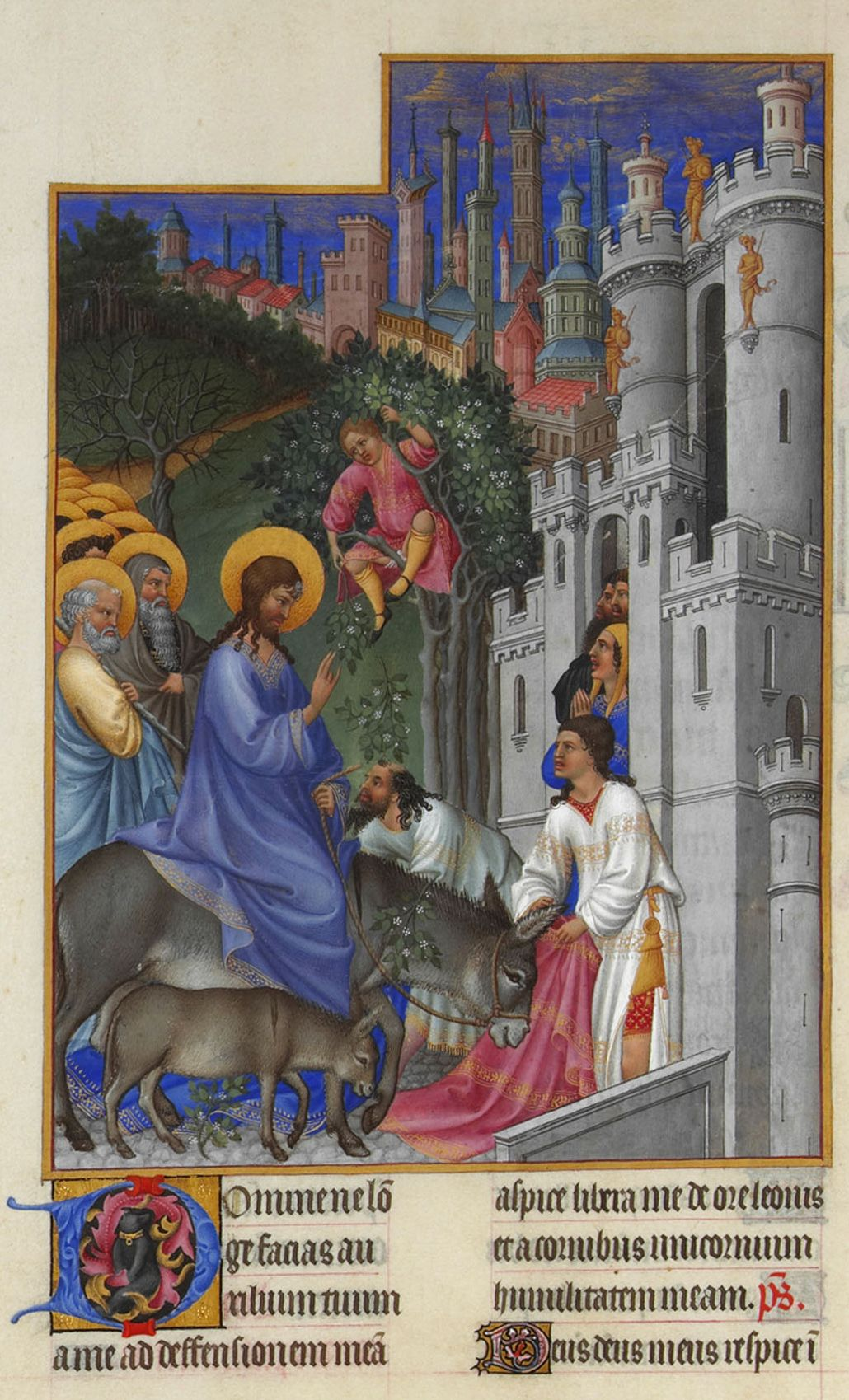
Wjazd Jezusa do Jerozolimy, miniatura z Bardzo bogatych godzinek księcia de Berry

Wielki Tydzień – w chrześcijaństwie uroczysty czas upamiętniający ostatnie dni Chrystusa, przygotowujący do największego święta chrześcijan, Zmartwychwstania Pańskiego. Szczególnym czasem w Wielkim Tygodniu jest Triduum Paschalne.
Wielki Tydzień, który w tradycji chrześcijańskiej pojawił się dopiero w IV wieku, rozpoczyna Niedziela Palmowa, a kończą nieszpory Wielkiej Niedzieli, zamykające Triduum Paschalne.
Poszczególne odłamy chrześcijaństwa wykształciły własną bogatą obrzędowość związaną z okresem Wielkiego Tygodnia. Również w tradycji ludowej i regionalnej Wielki Tydzień zachował wiele zwyczajów. Poniedziałek, wtorek i środa Wielkiego Tygodnia są dniami w sposób szczególny poświęconymi pojednaniu. Był to też czas wielkich porządków, przyozdabiania domów, które jednak należało zakończyć najpóźniej we wtorek.
W tradycji katolickiej w Wielki Czwartek milkną dzwony, które zastępowane są przez klekotanie kołatek, a po mszy wieczerzy Pańskiej następuje obnażenie ołtarza. Najważniejszym okresem roku liturgicznego i Wielkiego Tygodnia jest Triduum Paschalne. Obejmuje ono czas od wieczornej mszy w Wielki Czwartek i trwa do nieszporów w Niedzielę Zmartwychwstania.
W Kościołach ewangelickich nie śpiewa się wesołych pieśni od Wielkiego Czwartku. Odprawianych jest kilka nabożeństw pasyjnych. W Wielki Piątek ołtarz nakryty jest czarnym płótnem.